# Європейський соціально-економічний комітет
Європейський соціально-економічний комітет (англ. European Economic and Social committee) —- дорадчий орган Європейського Союзу. Соціально-економічний комітет (СЕК) створено 1958 року згідно з Договором про заснування Європейської Спільноти, щоб забезпечити представництво інтересів різних економічних і соціальних груп.

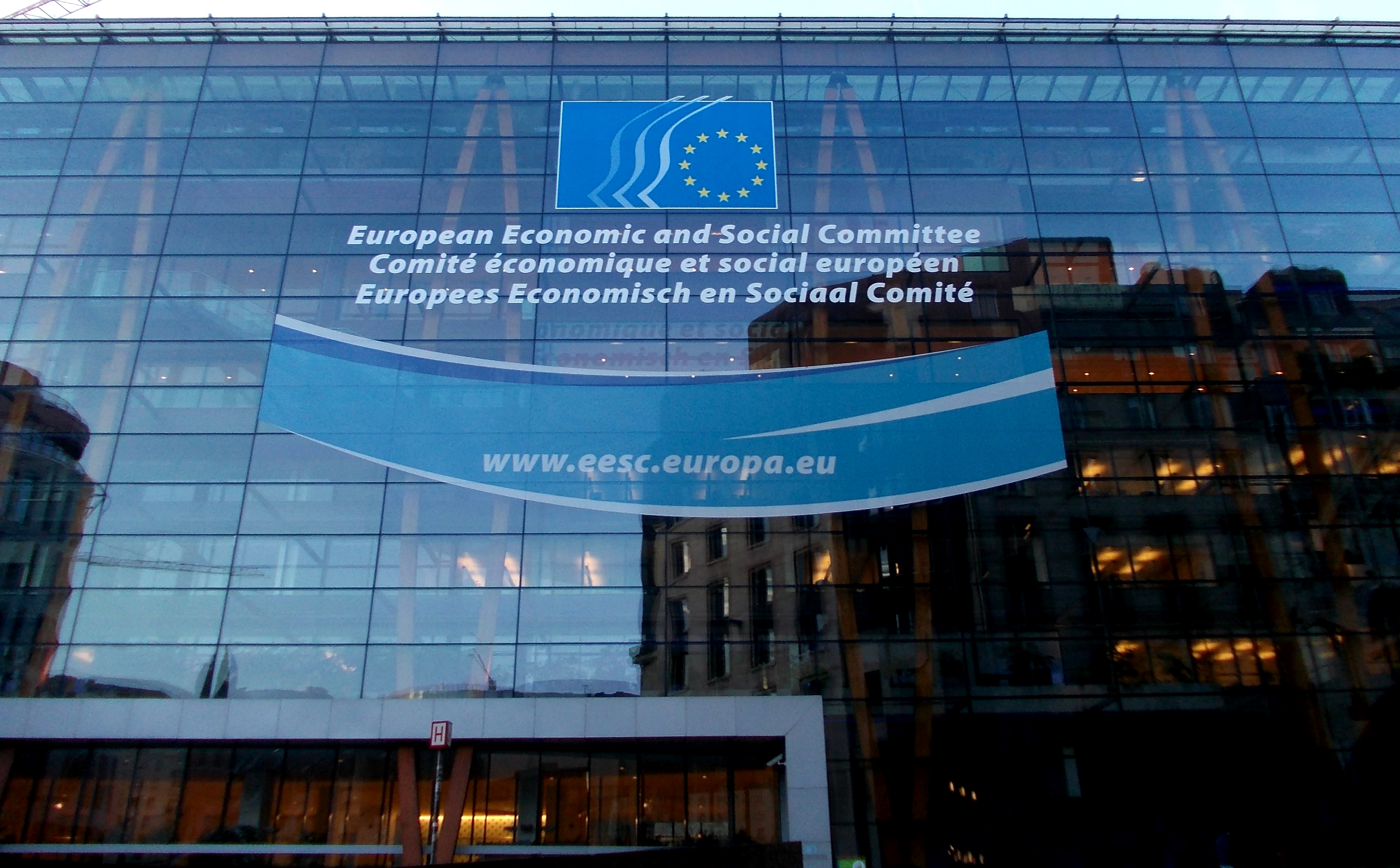
European Economic and Social Committee

Комітет складається з 350 членів; їх призначає Рада Європейського Союзу на 5 років за рекомендацією національних урядів. Члени Соціально-економічного комітету належать до таких категорій так званого «організованого громадянського суспільства» як роботодавці, профспілкові діячі та представники різних груп інтересів (професійних об'єднань, фермерів, захисників довкілля, споживачів тощо). Соціально-економічний комітет представляє їхню позицію та відстоює їхні інтереси в діалозі з Європейською Комісією, Радою Європейського Союзу та Європейським Парламентом. Завдання Соціально-економічного комітету полягає в тому, щоб давати поради Комісії й Раді, які зобов'язані консультуватися з ним щодо соціальних та економічних питань. Соціально-економічний комітет може також висловлювати свою позицію з власної ініціативи. Таким чином, Соціально-економічний комітет відіграє роль містка між Європейським Союзом та громадянами.
Члени Соціально-економічного комітету зустрічаються на пленарних засіданнях близько десяти разів на рік, а частіше засідають меншими групами.
Ніццький договір не змінив розподілу місць у Комітеті між державами-членами, він лише обумовив, з огляду на розширення Союзу, що в майбутньому кількість місць у Соціально-економічному комітеті не повинна перевищувати 350 (останнє розширення не вийшло за цю межу, див. табл.). Договір прояснив також засади призначення членів комітету: він повинен складатися з
«представників різних економічних та соціальних груп організованого громадянського суспільства»
(Стаття 257 Договору про заснування Європейської Спільноти).

## Кількість представників у СЕК
| Кількість представників | Країни                                                                      |
| 24                      | Німеччина Франція Італія Велика Британія                                    |
| 21                      | Іспанія Польща                                                              |
| 15                      | Румунія                                                                     |
| 12                      | Бельгія Болгарія Греція Нідерланди Австрія Португалія Швеція Угорщина Чехія |
| 9                       | Данія Фінляндія Ірландія Литва Словаччина Хорватія                          |
| 7                       | Латвія Словенія                                                             |
| 6                       | Естонія                                                                     |
| 5                       | Мальта Люксембург Кіпр                                                      |